# Парламентские выборы в Сьерра-Леоне (1957)
Парламентские выборы в Колонии и Протекторате Сьерра-Леоне проходили в мае 1957 года. На них избирались 39 депутатов парламента, ещё 12 мест предназначались для племенных вождей, избираемых в ходе непрямых выборов.
В результате убедительную победу одержала Народная партия Сьерра-Леоне под руководством Милтона Маргаи, получившая 24 места парламента. Маргаи также получил поддержку вождей и 8 из 10 независимых депутатов. Он вновь стал главным министром страны. В 1961 году Маргаи привёл Сьерра-Леоне к независимости, его должность после этого стала премьер-министр.

## Результаты
| Партия                              | Голоса  | %    | Места |
| ----------------------------------- | ------- | ---- | ----- |
| Народная партия Сьерра-Леоне        | 75 575  | 45,7 | 24    |
| Объединённая прогрессивная партия   | 20 935  | 12,6 | 5     |
| Национальный совет Сьерра-Леоне     | 2 984   | 1,8  | 0     |
| Лейбористская партия                | 1 128   | 0,7  | 0     |
| Движение независимости Сьерра-Леоне | 1 126   | 0,7  | 0     |
| Независимые                         | 62 086  | 37,5 | 10    |
| Племенные вожди                     | −       | −    | 12    |
| Недействительные/пустые бюллетени   | 1 645   | −    | −     |
| Всего                               | 165 479 | 100  | 51    |
| Зарегистрированные избиратели/Явка  | 494 917 | 33,4 | −     |
| Источник: Nohlen et al.             |         |      |       |